# Resolució 1057 del Consell de Seguretat de les Nacions Unides
La Resolució 1057 del Consell de Seguretat de les Nacions Unides fou adoptada per unanimitat el 30 de maig de 1996. Després de considerar un informe del secretari general Boutros Boutros-Ghali quant a la Força de les Nacions Unides d'Observació de la Separació (UNDOF), el Consell va prendre nota dels seus esforços per establir una pau justa i duradora a l'Orient Mitjà.
La resolució va decidir fer una crida a les parts interessades a que apliquessin immediatament la Resolució 338 (1973), es va renovar el mandat de la Força d'Observadors per sis mesos fins al 30 de novembre de 1996 i va sol·licitar que el Secretari General presentés un informe sobre la situació al final d'aquest període.
La força es va establir el 1974 per supervisar la l'alto el foc exigit en un acord entre Israel i Síria.